# Eurina lurida
Eurina lurida är en tvåvingeart som beskrevs av Johann Wilhelm Meigen 1830. Eurina lurida ingår i släktet Eurina och familjen fritflugor. Arten är reproducerande i Sverige. Inga underarter finns listade i Catalogue of Life.